# بازنگری چهارساله دفاعی
بازنگری چهارساله دفاعی (به انگلیسی: Quadrennial Defense Review) یک بازنگری قانونی الزام‌آور از راهبردها و اولویت‌های وزارت دفاع آمریکا است که به تشریح مسیر استراتژیک این وزارتخانه پرداخته و اولویت‌هایی را برای مشخص کردن سرمایه‌گذاری روی منابع مناسب تعیین می‌کند.